# KONTAN
KONTAN (in het Indonesisch betekent dit: in cash betalen) is een wekelijks verschijnende krant over economie en het zakenleven in Indonesië. Het richt zich op de economie, zaken, financiën, management, politiek en het midden- en kleinbedrijf. Daarnaast staan er ook artikelen in over entertainment en beroemdheden. Het blad verscheen voor het eerst op 27 september 1996. De oprichters waren voormalige journalisten van het blad TEMPO, waaronder de eerste hoofdredacteur van KONTAN, A. Margana.